# Gollumiella guineensis
Gollumiella guineensis is een vliesvleugelig insect uit de familie Eucharitidae. De wetenschappelijke naam is voor het eerst geldig gepubliceerd in 1992 door Heraty.